# Prise de Belle-Île-en-Mer
Guerre de Sept Ans
Batailles
- Minorque (navale) (1756)
- Pirna (1756)
- Lobositz (1756)
- Reichenberg (1757)
- Prague (1757)
- Kolin (1757)
- Hastenbeck (1757)
- Gross-Jägersdorf (1757)
- Moys (1757)
- Rochefort (1757)
- Rossbach (1757)
- Breslau (1757)
- Leuthen (1757)
- Carthagène (navale) (1758)
- Olomouc (1758)
- Saint-Malo (1758)
- Rheinberg (1758)
- Krefeld (1758)
- Domstadl (1758)
- Cherbourg (1758)
- Zorndorf (1758)
- Saint-Cast (1758)
- Tornow (1758)
- Lutzelberg (1758)
- Hochkirch (1758)
- Bergen (1759)
- Kay (1759)
- Minden (1759)
- Kunersdorf (1759)
- Neuwarp (navale) (1759)
- Hoyerswerda (1759)
- Baie de Quiberon (navale) (1759)
- Maxen (1759)
- Meissen (1759)
- Glatz (1760)
- Landshut (1760)
- Corbach (1760)
- Emsdorf (1760)
- Dresde (1760)
- Warburg (1760)
- Liegnitz (1760)
- Rhadern (1760)
- Berlin (1760)
- Kloster Kampen (1760)
- Torgau (1760)
- Belle-Île (1761)
- Langensalza (1761)
- Cassel (1761)
- Grünberg (1761)
- Villinghausen (1761)
- Ölper (1761)
- Kolberg (1761)
- Wilhelmsthal (1762)
- Burkersdorf (1762)
- Lutterberg (1762)
- Reichenbach (1762)
- Almeida (1762)
- Valencia de Alcántara (1762)
- Nauheim (1762)
- Vila Velha de Ródão (1762)
- Cassel (1762)
- Freiberg (1762)

- Jumonville Glen (1754)
- Fort Necessity (1754)
- Fort Beauséjour (1755)
- 8 juin 1755
- Monongahela (1755)
- Petitcoudiac (1755)
- Lac George (1755)
- Fort Bull (1756)
- Fort Oswego (1756)
- Kittanning (1756)
- En raquettes (1757)
- Pointe du Jour du Sabbat (1757)
- Fort William Henry (1757)
- German Flatts (1757)
- Lac Saint-Sacrement (1758)
- Louisbourg (1758)
- Le Cran (1758)
- Fort Carillon (1758)
- Fort Frontenac (1758)
- Fort Duquesne (1758)
- Fort Ligonier (1758)
- Québec (1759)
- Fort Niagara (1759)
- Beauport (1759)
- Plaines d'Abraham (1759)
- Sainte-Foy (1760)
- Neuville (1760)
- Ristigouche (navale) (1760)
- Mille-Îles (1760)
- Signal Hill (1762)

- Cap-Français (1757)
- Martinique (1759)
- Guadeloupe (1759)
- Dominique (1761)
- Martinique (1762)
- Cuba (1762)

- Chandernagor (1757)
- Plassey (1757)
- Gondelour (1758)
- Négapatam (navale) (1758)
- Condore (1758)
- Madras (1758)
- Pondichéry (navale) (1759)
- Masulipatam (1759)
- Chinsurah (1758)
- Wandiwash (1760)
- Pondichéry (1760-1761)
- Manille (1762)

- Saint-Louis (1758)
- Gorée (1758)
- Gambie

La prise de Belle-Île-en-Mer est le nom donné à l'expédition britannique au cours de laquelle l'île française de Belle-Île-en-Mer, située au large des côtes de Bretagne, est capturée en 1761, pendant la guerre de Sept Ans. Après qu'une attaque britannique initiale a été repoussée, une seconde tentative conduite par le général Studholme Hodgson (en) permet aux troupes britanniques de débarquer. Un second débarquement a lieu par la suite et, après six semaines de siège, la principale citadelle de l'île, située au Palais est enlevée, scellant ainsi le contrôle britannique sur l'île. Une expédition française, envoyée depuis le continent, échoue en raison de la supériorité militaire britannique sur les mers. Les Britanniques occupent Belle-Île pendant deux ans avant de la rétrocéder contre Minorque en 1763 conformément au Traité de Paris.

## Contexte

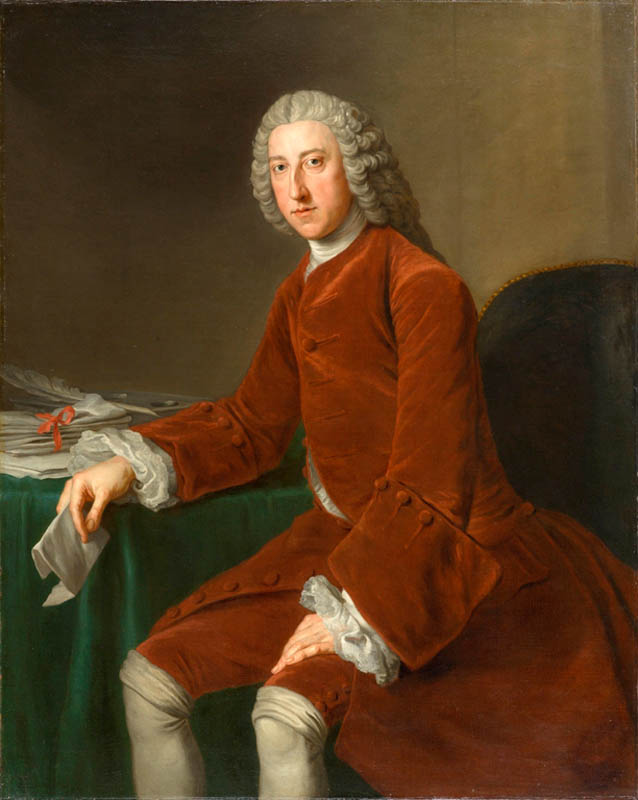
Le Southern Secretary, William Pitt, conçoit l'idée de l'expédition contre Belle-Île et la met en avant, en dépit des doutes de ses collègues au gouvernement.

En 1756, la Grande-Bretagne et la France finissent par se déclarer la guerre après une série d'affrontements en Amérique du Nord. Les Français, pour se venger de la « piraterie anglaise » et de ses attaques sans déclaration de guerre, lancent une expédition et capturent Minorque, une île britannique en Méditerranée occidentale. Les années qui suivent sont marquées par une série de descentes contre les côtes françaises, telles que le raid sur Rochefort (1757) et le raid sur Cherbourg (1758), lancés par le Southern Secretary (en) William Pitt. Bien que dans les faits, les effets de tels raids aient été limités, ils sèment l'inquiétude à travers la France et contraignent le gouvernement français à détacher davantage de troupes pour garder les grandes villes côtières et les protéger de telles attaques. Pitt met un terme à ces descentes à la fin de l'année 1758 à la suite de l'échec d'un débarquement mais reste ouvert à l'idée de nouvelles opérations contre les côtes françaises.
En 1759, la France tente de lancer une invasion de la Grande-Bretagne, mais à la suite des défaites sur mer à Lagos et en baie de Quiberon, et au Blocus britannique de la France (1757-1762), ce projet est abandonné ; pour le restant de la guerre la Marine française restera à l'ancre. À partir de 1757, les Britanniques lancent une série d'attaques contre les colonies françaises partout dans le monde et plusieurs seront capturées. La conquête du Canada en 1759-1760 laisse à la Grande-Bretagne une grande partie des territoires appartenant jusqu'alors à la France. Pitt anticipe que cette série de revers obligerait la France à entamer des négociations de paix, nombreux à Paris étaient ceux qui désiraient alors mettre un terme à cette guerre coûteuse.

## Planification

### La capture de l'Isle de France est un temps envisagée
Pitt envisage dans un premier temps d'envoyer une expédition s'emparer de l'Isle de France, une importante base navale française dans l'océan Indien. Cependant, les chances qu'un congrès de paix soit convoqué augmentant, Pitt voulait un résultat plus immédiat et tangible et se met à la recherche d'un territoire qui pourrait être échangé contre des territoires britanniques ou allemands capturés, plutôt que de l'Isle de France qui mettrait beaucoup de temps avant de se rendre et dont la nouvelle de la capture prendrait des mois à atteindre l'Europe. En outre, il gardait à l'esprit l'entrée potentielle de l'Espagne dans le conflit et la nécessité de conserver des forces suffisantes pour protéger la Grande-Bretagne en cas de nouvelle tentative d'invasion.

### Le repli sur Belle-Île
Pitt décide alors de porter son attention sur une expédition sur les côtes françaises. L'île de Belle-Île-en-Mer est située près de Lorient et de la principale base navale au centre de la Bretagne et permettait de dominer le golfe de Gascogne. Il préconise dès lors de prendre l'île et d'en faire une base militaire britannique à partir de laquelle des attaques pourraient être menées contre le continent. Pitt propose une première fois d'attaquer Belle-Île en octobre 1760, mais il doit faire face à la ferme opposition du duc de Newcastle et du roi George II qui pose son veto arguant du fait que tous les efforts devaient être concentrés sur la campagne en cours en Allemagne. En 1761, Pitt ressort ce projet, aidé par la mort du vieux roi à qui avait succédé son petit-fils. 
Aussi bien Lord Anson que Sir Edward Hawke étaient hostiles à une telle expédition, mais l'opposition de deux des amiraux les plus respectés d'Angleterre n'arrête pas Pitt. Le 25 mars George III signe des ordres secrets faisant de Belle-Île la cible d'une opération à venir. Le commandement du corps expéditionnaire est confié au General Studholme Hodgson (en) alors que l'Admiral Augustus Keppel, qui jouissait d'une certaine expérience dans ce domaine après la prise de Gorée, reçoit le commandement de la flotte.

## Premier débarquement

Carte administrative de Belle-Île-en-Mer, montrant la localisation du Palais et de sa citadelle.

L'expédition est préparée à Plymouth qu'elle quitte le 29 mars 1761. Elle arrive au large de Belle-Île le 6 avril, après avoir été retardée par le mauvais temps. Après s'être livré à une reconnaissance de la côte méridionale de l'île, décision est prise de tenter un débarquement à Port Andro au sud de Belle-Île. Une force est débarquée sous les ordres du General John Craufurd. Une diversion est menée au nord avec deux bataillons d'infanterie et un contingent de Royal Marines, dans l'espoir de détourner l'attention des Français.
Les hommes de Craufurd vont rencontrer une opposition bien plus importante qu'attendue. Les Français, qui avaient creusé un système complexe de tranchées ouvrent le feu sur les assaillants et causent de lourdes pertes parmi leurs rangs. Une compagnie de grenadiers parvient à escalader les falaises environnantes, mais ne recevant pas de soutien, un grand nombre sont tués ou capturés. Réalisant que l'effet de surprise avait échoué, et qu'elles n'avaient pas d'autre solution, les troupes de Crauford renoncent à l'assaut et réembarquent. Une violente tempête, fréquente en cette saison, détruit alors un grand nombre de barges de débarquement, vitales au succès de l'opération. Les commandants de l'expédition réalisent la difficulté de mener à bien un nouveau débarquement et, après une dernière mission de reconnaissance, ils écrivent à Pitt en lui suggérant que tout nouvel assaut était impossible, et en évoquant un retour en Grande-Bretagne.
Cette attaque avortée sème la consternation aussi bien à Paris qu'à Londres. Le gouvernement français est furieux contre Pitt qui tout en continuant à mener des négociations de paix, préparait cette attaque, ce qui est considéré comme un manquement à sa parole. En Grande-Bretagne, l'échec de l'expédition est accueilli avec un mélange de résignation et de fatalisme, par ceux qui — au sein du gouvernement — s'y étaient opposés quelques mois plus tôt. Pitt, loin de se laisser décourager, se met très rapidement à évoquer une seconde tentative. Des navires de transport de troupes transportant des soldats destinés à attaquer la Martinique sont déroutés et rejoignent la flotte de Keppel avec à leur bord des renforts significatifs. Pitt est alors déterminé à prendre le contrôle de l'île qui devient un but de cette guerre.

## Second débarquement

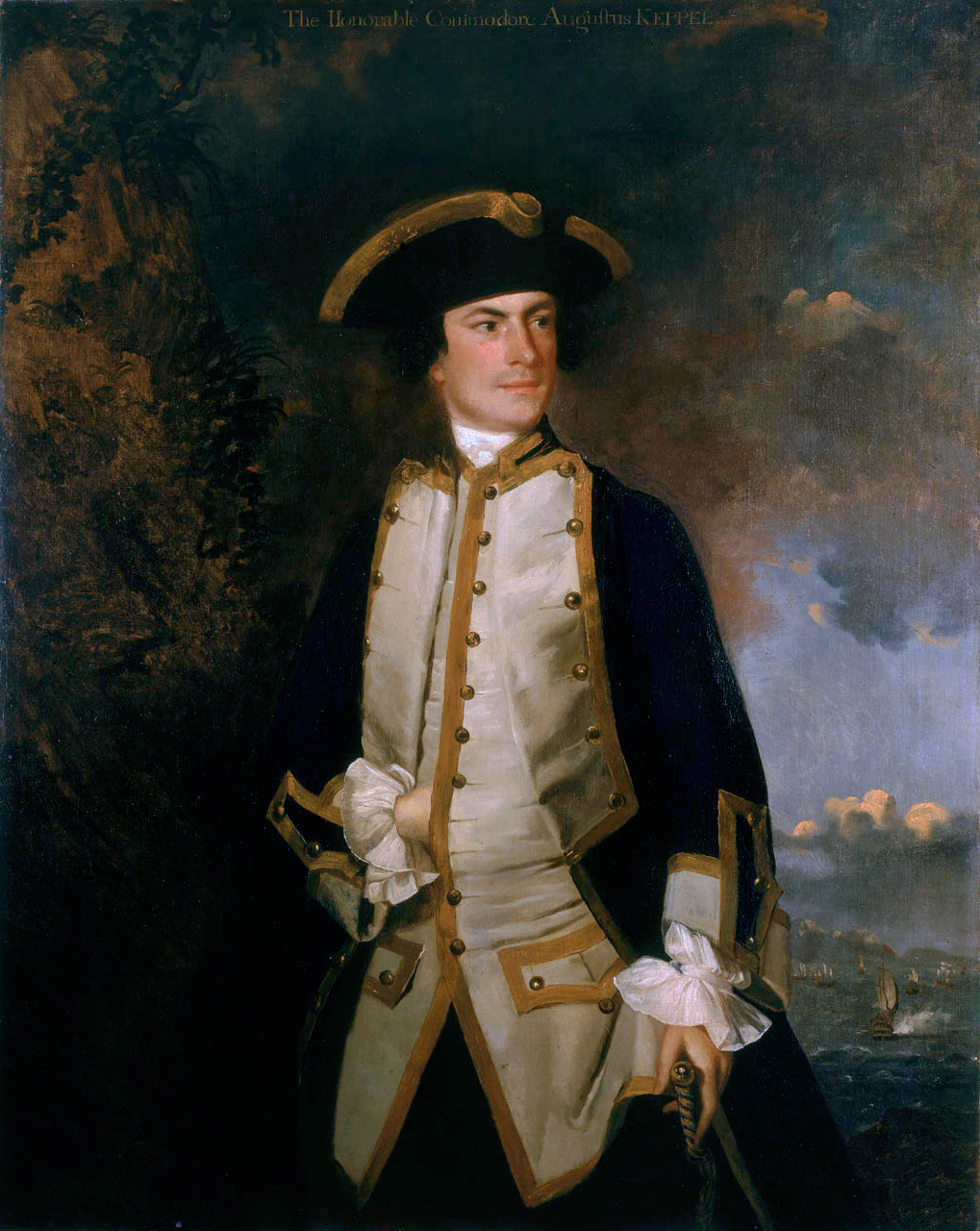
Augustus Keppel, le commandant naval britannique

Les renforts arrivés, les commandants britanniques Keppel et Hodgson planifient un second débarquement. Après avoir longuement examiné les défenses de l'île, la décision est prise d'attaquer à nouveau au niveau de Port Andro. Cette fois, deux attaques de diversion sont préparées, l'une à l'ouest de l'île contre Sauzon et l'autre sur la cote nord de l'île au niveau de la pointe de Sainte-Foy, près de la plage des Galères.
Le 22 avril, l'attaque principale, à nouveau conduite par John Crauford, rencontre une fois de plus une forte opposition et fait du sur-place. Pendant ce temps-là, au nord, les troupes placées sous les ordres du brigadier Hamilton Lambart découvrent une bande de côte autour de Sainte-Foy laissée sans défenses, les Français ayant jugé que les hautes falaises étaient suffisante pour dissuader de toute attaque. Lambart décide que les falaises pouvaient être escaladées, et ses troupes parviennent à prendre position en haut de la crête. Ils parviennent à repousser une contre-attaque française avec le soutien des bâtiments de la Royal Navy situés en contrebas.
Réalisant ce qui était en train de se passer, Crauford abandonne son attaque et ordonne à ses troupes de rembarquer pour aller porter assistance à Lambart. Les commandants britanniques envoient alors des renforts pour sécuriser cette tête de pont. À la nuit tombante, l'ensemble des forces britanniques était à terre. Conformément à un signal préétabli, les forces françaises et les habitants de l'île se retirent à l'intérieur des fortifications du Palais, laissant le reste de l'île entre les mains des envahisseurs.

### Le siège
Les Britanniques, occupant désormais les ports de l'île laissés sans défense, peuvent faire parvenir du ravitaillement et des renforts, et entreprennent le siège du Palais. Le commandant militaire français de l'île, le chevalier Sainte Croix, espère alors que la citadelle de la ville pourrait résister assez longtemps pour permettre aux renforts envoyés depuis le continent, de venir à son secours. Le gouverneur de Bretagne, le duc d'Aiguillon fait rassembler une armée à Vannes destinée à aller porter secours à Belle-Île, mais les frégates britanniques, chargées de surveiller les côtes, rendent — par leur maîtrise des mers — l'envoi de renforts impossible. Le gouvernement français ordonne le redéploiement de troupes en Bretagne, craignant que Belle-Île ne soit qu'un objectif dans une tentative de débarquement sur le continent. 
En réponse, les Français font armer sept vaisseaux de ligne à Rochefort et huit à Brest mais ces derniers ne peuvent quitter leurs ports respectifs en raison du blocus strict imposé par la flotte de l'amiral Keppel. Le 8 juin, après plus d'un mois de siège du Palais, le chevalier de Sainte-Croix, prenant conscience que les renforts n'arriveraient pas, accepte de capituler. Sainte-Croix obtient, par la convention signée avec le commandant britannique, de marcher avec ses hommes jusqu'à la plage avec les honneurs de la guerre et de pouvoir embarquer, libres, en direction de Lorient. Lettre du 16 juin d'un officier "Je crois d'ailleur(s) qu'on n'aura rien à nous reprocher, ayant tenu tout aussi longtem(p)s  qu'il étoit possible et étant sorti avec tous les honneurs de la guerre. Les 3 pièces de canon que nous avons amené en France ont passé par la brèche, le 1er bataillon du régiment par cette même brèche et le 2e par une autre. Nous avons défilé devant nos ennemis la bayon(n)ette au bout du fusil avec beaucoup d'assurance. J'ay été assez heureux pour me trouver commandant dans la partie où ils ont tenté leur première descente et pour les empêcher d'y débarquer. Je ne sçai ce que cela me vaudra mais je crains que cela n'aille pas bien loin parce que je ne sçai guerre demander.... Melet "(Lettre manuscrite inédite)

## Conséquences
La réaction initiale française à la chute de l'île consiste à affirmer que les Britanniques pouvaient garder Belle-Île s'ils le voulaient, mais qu'ils ne devaient s'attendre à aucune contrepartie s'ils décidaient de la rendre. Cependant, le gouvernement français se rend rapidement compte que cette position n'est pas tenable et que l'île pourrait servir de base aux corsaires et à la Royal Navy pour harceler le commerce français. Finalement, après deux années d'occupation, l'île est rendue à la France en échange de l'île de Minorque, en Méditerranée occidentale, qui avait été prise dans les premiers mois du conflit, conformément au Traité de Paris (1763).
Certains Acadiens francophones s'installent à Belle-Île après avoir été chassés d'Amérique du Nord par les Britanniques à la suite de la prise de l'Acadie et de la déportation des Acadiens de 1755. En 1785, ne parvenant pas à s'accoutumer à l'endroit, la plupart d'entre eux avaient émigré en Louisiane.

### Sources et bibliographie
en français
- Louis Garans, L'authentique journal de l'invasion anglaise de Belle-Îsle en Mer en 1761, Imprimerie Belliloise, 1988
- Georges Lacour-Gayet, La Marine militaire de la France sous le règne de Louis XV, Honoré Champion éditeur, 1902, édition revue et augmentée en 1910 (lire en ligne)
- Michel Vergé-Franceschi (dir.), Dictionnaire d'Histoire maritime, éditions Robert Laffont, coll. « Bouquins », 2002
- Jean Meyer et Martine Acerra, Histoire de la marine française : des origines à nos jours, Rennes, Ouest-France, 1994, 427 p. [détail de l’édition] (ISBN 2-7373-1129-2, BNF 35734655)

en anglais
- (en) Fred Anderson, Crucible of War : The Seven Years War and the Fate of Empire in British North America, 1754-1766, Faber and Faber, 2000
- (en) Peter Douglas Brown, William Pitt, Earl of Chatham : The Great Commoner, George Allen & Unwin, 1978
- (en) Julian Stafford Corbett, England in the Seven Years War : A study in combined operations, vol. II : A Study in Combined Strategy, Londres, Cambridge University Press, 25 novembre 2010 (1re éd. 1907), 424 p.
- (en) Jonathan R. Dull, The French Navy and the Seven Years' War, University of Nebraska, 2005
- (en) Naomi Elizabeth Saundaus Griffiths, The contexts of Acadian history, 1686-1784, Centre of Canadian Studies, 1992
- (en) Richard Middleton, The Bells of Victory : The Pitt-Newcastle Ministry and the Conduct of the Seven Years' War, 1757-1762, Cambridge University Press, 1985
- (en) Paul David Nelson, General Sir Guy Carleton, Lord Dorchester : Soldier-Statesman of Early British Canada, Associated University Presses, 2000